# Grube Neue Hoffnung
Die Grube Neue Hoffnung ist eine ehemalige Galmei-Grube des Bensberger Erzreviers in Bergisch Gladbach. Das Gelände gehört zu den Stadtteilen Sand und Stadtmitte.

## Geschichte
Aufgrund eines Mutungsgesuchs vom 24. Juni 1848 erfolgte die Verleihung des Grubenfeldes am 25. Mai 1849 auf Galmei. Aus einer Eintragung vom Dezember 1852 ist zu entnehmen, dass die Arbeiten „oben auf dem Berg“ begonnen werden sollten. Im Jahr 1853 förderte man 1.046 Tonnen Haufwerk. Über die weiteren Betriebstätigkeiten liegen keine Informationen vor.

## Lage und Relikte
Das Grubenfeld Neue Hoffnung verlief an dem Berghang auf der rechten Seite des Strunder Baches von der Hammermühle bis Gut Schiff. Auf dem so genannten Lochberg nördlich der Lochermühle war der Hauptbetriebspunkt der Grube. Man erreicht ihn, wenn man in der Kurve, in der die Straße Am Mühlenberg mit dem Vollmühlenweg zusammentrifft, etwa 600 Meter an der Strunde entlang in Richtung nach Herrenstrunden und dann den Berg hinauf nach Rommerscheid geht. Wenn man noch nicht ganz den Berg hinauf gekommen ist, findet man ausgeprägte größere Pingen und eine ansehnliche Halde.